# Niederau
Niederau é um município da Alemanha, situado no distrito de Meißen, no estado da Saxônia. Tem 35,21 km² de área, e sua população em 2019 foi estimada em 4.044 habitantes.